# Big Lebowski
The Big Lebowski je americká filmová komedie z roku 1998, kterou režírovali Bratři Coenové podle vlastního scénáře. V hlavní roli se ve filmu představil Jeff Bridges jako Jeffrey Lebowski. Jeffrey Lebowski, nebo také Dude, Duder nebo El Duderino, je nejlenivější člověk v Los Angeles. Když si jej někdo spletl s jmenovcem, který je milionář a unesli mu ženu, začne strhující drama. Lebowski dostal za úkol zachránit Bunny, Lebowského nymfomanickou manželku, z rukou únosců. Vše probíhá v pořádku, později se však Dudeův kamarád Walter Sobchack rozhodl nechat si veškeré peníze z výkupného pro sebe.

Poznávacím znamením hlavního hrdiny je svetr druhu kardigan.